# Notiophilus quadripunctatus
Notiophilus quadripunctatus – gatunek chrząszcza z rodziny biegaczowatych i podrodziny leszowych. Zamieszkuje zachód i południe Europy oraz Afrykę Północną.

## Taksonomia
Gatunek ten opisany został po raz pierwszy w 1826 roku przez Pierre’a F.M.A. Dejean.

## Morfologia
Chrząszcz o ciele długości od 3,5 do 5,5 mm. Wierzch ciała ubarwienie ma metalicznie mosiężne, zwykle z parą żółtawych plamek na wierzchołkach pokryw nie sięgających wzdłuż zewnętrznych ich krawędzi dalej niż do połowy długości. Punktowanie wierzchu ciała jest grube, grubsze niż u N. substriatus.
Przedplecze zwęża się prosto ku tyłowi, zafalowanie bocznych brzegów jest co najwyżej nieznaczne. Zewnętrzne międzyrzędy pokryw są wypukłe, na przedzie lśniące, nieregularnie mikrorzeźbione i pozbawione szagrynowania, w części tylnej natomiast nieco mocniej mikrorzeźbione. Drugi międzyrząd jest szerszy niż te od trzeciego do piątego razem wzięte i ponad trzykrotnie szerszy od trzeciego. Czwarty międzyrząd jest szerszy od sąsiednich i ma dwa, rzadko w przypadku jednej z pokryw jedno lub trzy, głębokie nakłucia, z których pierwsze leży w przedniej połowie pokryw, a drugie na ich środku lub w połowie tylnej; nakłucia na pokrywach bywają rozmieszczone niesymetrycznie. Odnóża są czarne z jaśniejszymi goleniami.

## Ekologia i występowanie
Owad ten zasiedla otwarte stanowiska o piaszczystym podłożu, w tym żwirownie.
Gatunek palearktyczny, w Europie podawany z Hiszpanii, Wielkiej Brytanii (z Anglii), Francji (na północ po Alzację-Lotaryngię), Belgii, Holandii, Niemiec, Szwajcarii, Włoch, Macedonii Północnej i Grecji, a w Afryce z Madery, Maroka, Algierii i Tunezji.